# Хардуерен порт
В компютърния хардуер портът е мястото за съединение (физическо или логическо) на компютъра с други компютри или периферни устройства. Към него се свързват кабели с подходящи накрайници, с цел осъществяване на обмен на електронни сигнали (данни).
Най-често порт се нарича:
- Апаратен порт – куплунг на някой елемент от компютъра, в който се включва кабел. Например LPT-порт, последователен порт, USB.
- Входно-изходен порт – използва се в микропроцесорите (например Intel) при обмен на данни с апаратния порт. Входно-изходният порт се свързва с определено устройство и дава възможност на програмите да се обръщат към него за обмен на данни.
- Мрежов порт — параметър на мрежови протоколи от транспортния слой — TCP, UDP и др.

Понякога порт се използва взаимозаменяемо с понятието интерфейс, но по принцип интерфейс е по-широко понятие.

## Видове портове

### Паралелен порт
Паралелните обикновено се използват за свързване на принтер. Характерно за тях е, че едновременно се предават по 8 бита информация. Съвременните паралелни интерфейси са двупосочни, свързват се към LPT.

### Сериен (последователен) порт
Периферните устройства със сериен интерфейс се свързват към PS/2 порт и COM порт.
- PS/2-свързва клавиатура и мишка
- COM-свързва клавиатура и модем

И PS/2 и COM, са последователни портове, информацията се предава бит по бит.

### USB порт
USB порт е универсална серийна шина, последователен порт и данните текат двупосочно. USB връзката е най-бърза. При тази връзка при включване на USB не се налага рестартиране и префигуриране на компютърната система. В един USB порт могат да бъдат включени 127 устройства, които да работят едновременно, но колкото повече устройства са включени, толкова по-бавна е връзката.
- Различни портове
- USB порт
- FireWire порт
- Ethernet порт
- Сериен порт
- Паралелен порт
- PS/2 портове